# Converse

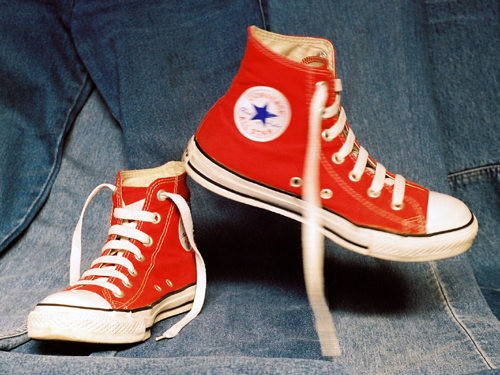
Boty Converse All Star Chuck Taylor v červeném provedení

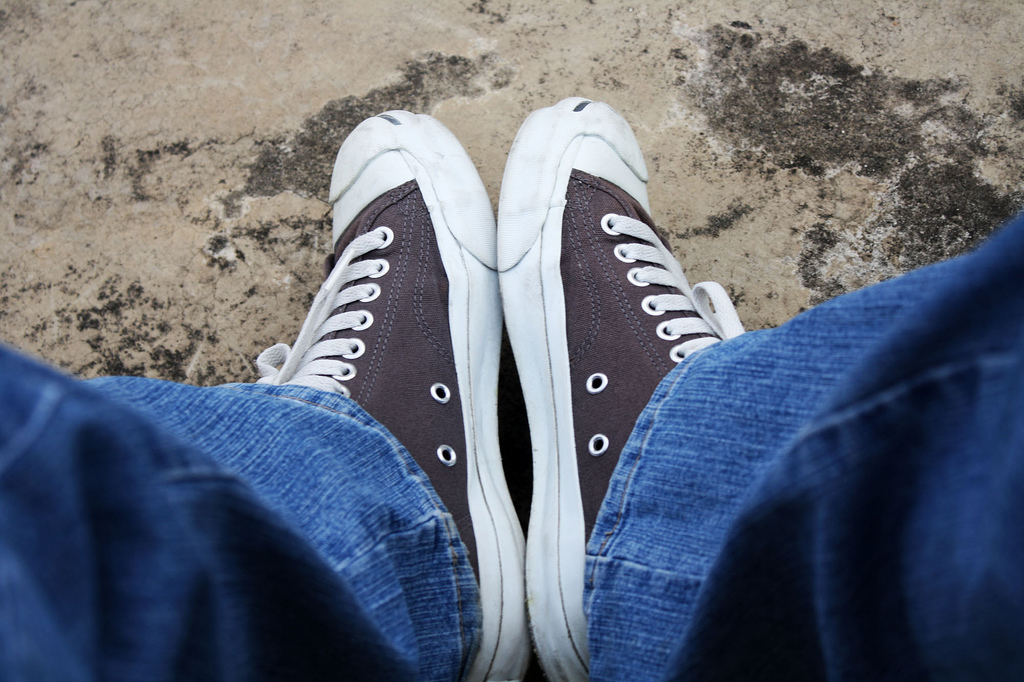
Boty Converse od Jacka Purcella

Converse (vysl. konvers) je americká společnost vyrábějící především sportovní obuv a oblečení. Boty Converse nesou charakteristické logo ve tvaru pěticípé hvězdy. Společnost prodává své zboží prostřednictvím prodejců ve více než 160 zemích světa. Firma byla založena roku 1908. Roku 2003 byla koupena firmou Nike za 305 mil. amerických dolarů a v současnosti je její dceřinou firmou.

## Dějiny
Roku 1908 Marquis Mills Converse založil společnost Converse Rubber Corporation. Zpočátku se firma věnovala výrobě galoší a další pracovní gumové obuvi. Poněvadž se jednalo jen o sezónní zboží, hledala firma způsob, jak zajistit celoroční odbyt gumové obuvi. Rozhodla se proto začít vyrábět sportovní obuv, o kterou bude zájem po celý rok. Protože v té době začínal být v Americe velmi populární basketbal, spatřila firma příležitost nabídnout hráčům speciální basketbalové boty. 
Po dlouhém výzkumu a vývoji byla roku 1917 vyrobena první verze basketbalové boty All Star. První boty All Star byly v přírodní hnědé barvě s černým lemováním. Ve 20. letech se All Star vyráběly v černé plátěné nebo kožené verzi. Boty All Star se staly první masově vyráběnou basketbalovou obuví v severní Americe. Bota se skládala z velmi tlusté gumové podrážky a plátěného, někdy koženého svršku, který kryl kotník. Prodeje prvních bot All Star byly zpočátku velmi nízké. To se změnilo roku 1921, kdy do odbytového oddělení společnosti nastoupil Charles H. Taylor. Charles „Chuck“ Taylor byl dříve hráčem basketbalového týmu Akron Firestones. Tenisky All Star se mu zamlouvaly a spatřoval v nich velký potenciál a přínos pro hráče. Proto se rozhodl nastoupit k firmě Converse. 
Během svého působení u firmy Chuck Taylor jezdil po Spojených státech jako obchodní cestující a propagoval basketbalové boty All Star. Vedle vlastního prodeje také využíval různé chytré marketingové prostředky. Stal se nejúspěšnějším obchodníkem firmy Converse a jeho přičiněním výrazně vzrostly prodeje. Později se Taylor stal hráčem basketbalového týmu Converse.
Chuck Taylor se kromě toho také podílel na dalším vývoji a vylepšování modelu bot All Star. Výsledkem byly nové kotníkové basketbalové boty, které se firma rozhodla pojmenovat Taylorovým jménem – „All Star Chuck Taylor“. Tyto tenisky se začaly vyrábět roku 1932. Na kotníkovém štítku nesly kromě pěticípé hvězdy a nápisu All Star také jméno Chuck Taylor. Tento model bot se v téměř nezměněné podobě vyrábí dodnes.
Ve 30. letech 20. století Chuck Taylor navrhl bílou verzi těchto bot určenou pro Olympijské hry 1936. Boty mají bílý svršek a bílou podrážku s červeným a modrým lemováním, v amerických národních barvách. Během druhé světové války sloužil Chuck Taylor jako kapitán v amerických vzdušných silách a trénoval v místních basketbalových týmech. Tenisky All Star Chuck Taylor v olympijské bílé verzi se také během války staly oficiální sportovní obuví americké armády a byly využívány při vojenském výcviku.
Po 2. světové válce, roku 1949, byl uveden klasický černo-bílý vzor kotníkové tenisky Chuck Taylor All Star, s mnohem poutavějším designem než dosavadní černé jednobarevné modely své doby. Basketbal se nyní stává masovým profesionálním sportem zaštiťovaným Národní basketbalovou ligou a Národní basketbalovou asociací.
Boty Chuck Taylor All Star byly v té době boty určené profesionálním, univerzitním a středoškolským hráčům a tyto černo-bílé plátěné kotníkovky se stávají charakteristickou součástí vzhledu basketbalistů. 
Roku 1957 byla uvedena polobotková verze All star jako pohodlnější alternativa kotníkové verze. Toho času měl Converse 80% celosvětového průmyslu se sportovní obuví
V roce 1968 byl Chuck Taylor za svou neutuchající snahu v propagaci basketbalu zapsán do Basketbalové síně slávy. O rok později však Chuck Taylor zesnul.
Na počátku devadesátých let boty Converse proslavil frontman kapely Nirvana Kurt Cobain, který je velmi často nosil.